# Ghiacciaio Burton Island
Il ghiacciaio Burton Island è un ghiacciaio lungo circa 13 km e largo 7, situato sulla costa Pravda, nella Terra di Guglielmo II, in Antartide. In particolare, il ghiacciaio scorre verso nord a partire dall'altopiano antartico fino ad andare ad alimentare i ghiacci che ricoprono la superficie della baia di Posadowsky, poco a ovest di capo Torson.

## Storia
Il ghiacciaio Burton Island è stato scoperto grazie a fotografie scattate durante ricognizioni aeree effettuate nel corso dell'Operazione Highjump, condotta dalla marina militare statunitense nel 1946-47, ed è stato così battezzato dal Comitato consultivo dei nomi antartici in onore della USS Burton Island, una delle due navi rompighiaccio che presero parte all'Operazione Windmill, i cui membri realizzarono stazioni di controllo astronomico lungo la costa Pravda, la costa di Knox e la costa di Budd nel periodo 1947-48.